# (28024) 1998 BT14
1998 بي تي 14 (ويعرف أيضًا باسم (28024) 1998 بي تي 14 وفق تسمية الكوكب الصغير) (بالإنجليزية: 1998 BT14)‏ هو كويكب ضمن حزام الكويكبات؛ وترتيبه 28024 من حيث الاكتشاف.
اكتُشف هذا الجُرم الفلكي بواسطة Yoshisada Shimizu ‏ في 25 يناير 1998.

## وصلات خارجية
- (28024) 1998 BT14 في قاعدة بيانات مختبر الدفع النفاث لأجرام النظام الشمسي الصغيرة

- الاكتشاف · مخطط المدار ·  العناصر المدارية · المعلمات المادية

- (28024) 1998 BT14 على موقع ويكي سكاي: DSS2, SDSS, GALEX, IRAS, Hydrogen α, X-Ray, Astrophoto, Sky Map, Articles and images